# Wójty Zamoście (gmina)
Wójty Zamoście (początkowo Wójty-Zamoście; od 1973 Płońsk) – dawna gmina wiejska istniejąca do 1954 roku w woj. warszawskim. Pod zaborem siedzibą gminy była wieś Wójty-Zamoście, natomiast po I wojnie światowej Płońsk, który stanowił odrębną gminę miejską.
Za Królestwa Polskiego gmina Wójty Zamoście należała do powiatu płońskiego w guberni płockiej. W połowie 1870 roku do gminy Wójty Zamoście włączono część obszaru zniesionej gminy Siekluki.
W okresie międzywojennym gmina Wójty-Zamoście należała do powiatu płońskiego w woj. warszawskim. Po wojnie gmina zachowała przynależność administracyjną. Według stanu z 1 lipca 1952 roku gmina składała się z 21 gromad.
Gminę zniesiono 29 września 1954 roku wraz z reformą wprowadzającą gromady w miejsce gmin. Jednostki nie przywrócono 1 stycznia 1973 roku po reaktywowaniu gmin, utworzono natomiast jej terytorialny odpowiednik, gminę Płońsk.